# 李松波

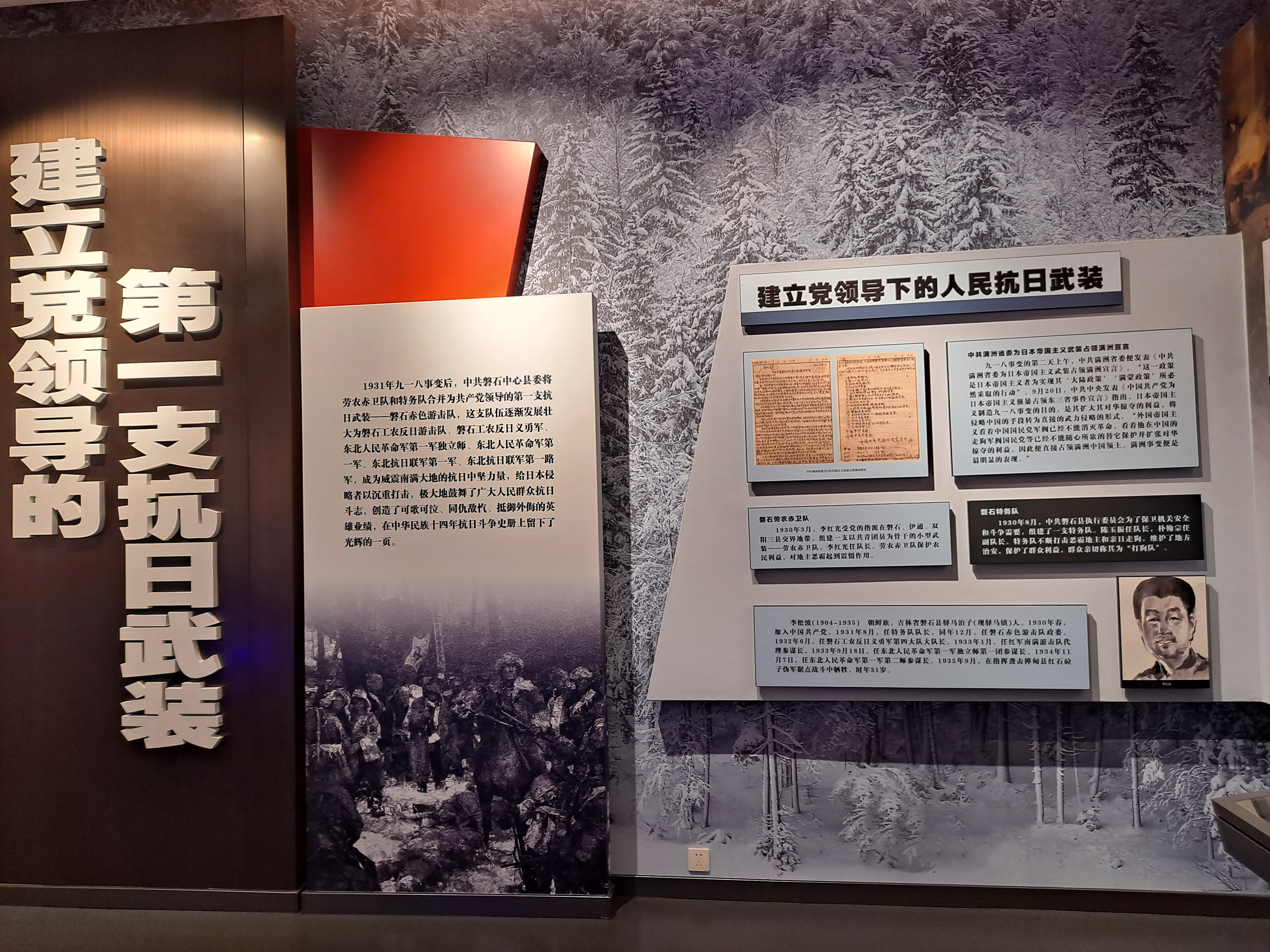
磐石市博物馆内展出的李松波介绍

李松波（1904年—1935年9月），又名崔松波，朝鲜族，吉林磐石人，东北抗日联军将领，磐石游击队最早的队员之一，历任磐石游击队政委、南满游击队代理参谋长、东北人民革命军第一军独立师一团参谋长、东北人民革命军第一军第二师参谋长，2015年8月入选著名抗日英烈、英雄群体名录。

## 早年生涯
1904年，李松波出生于清吉林省磐石县，1930年加入中国共产党，曾参与中共在磐石地区最早的磐东支部的组建。1930年8月中共磐石县委成立后，中共组建了由4名共产党员组成的武装队“特务队”，保护县委安全。李松波是特务队成员。特务队成立仅一年就处置了当地十余名“汉奸走狗”，因此也被群众称为“打狗队”。1931年九一八事变后，陈玉振和朴翰宗被相继调走，李松波接任特务队长之职，队员人数扩大到7人。同年12月，特务队与李红光的“劳动农民赤卫队”合并成为“磐石赤色游击队”（亦称磐石游击队），队员人数近20人，李松波任政委。:111-112:103-104:53-54
1932年1月至4月，中共满洲省委先后派张振国、杨君武、杨林来磐石县举办政治、军事干部培训班，此后于1932年6月4日在磐石游击队基础上成立“满洲工农反日义勇军第一军第四纵队”（亦称“磐石工农反日义勇军”）。由于左倾的错误路线，义勇军起初的武装抗日不久便陷于困境，不得不从磐石转移到桦甸县北部。同年10月23日，义勇军在桦甸县蜂蜜顶子改编为4个大队，李松波被任命为第四大队队长。:55:112-113:104
1932年11月，中共满洲省委候补委员、代理军委书记杨靖宇将反日义勇军改编为“中国工农红军第三十二军南满游击队”。次年1月，李松波被任命为纵队代理参谋长。1933年7月20日，李松波和杨靖宇联合其它20余支抗日队伍在桦甸县北部八道河子的威虎山成立抗日军联合总参谋部（亦称江北联合总指挥部），李松波任总参谋处处长。同年8月13日，总指挥部发兵1600余人攻打磐东呼兰集场子（今呼兰镇），击毙日本军官中岛和保卫团团长高锡甲。:56-57:113-114:104-105

## 独立师团参谋长
1933年9月18日，东北人民革命军第一独立师在磐石县正式成立，李松波被任命为独立师第一团参谋长。同年10月，日军针对磐石抗日游击根据发动大规模的“讨伐”。根据磐石中心县委和独立师司令部的决定，杨靖宇率独立师司令部、政治保安连和第三团转移至长白山区。李松波的一团与少年营留守钳制日军的“讨伐”。面对军力超万人装备有飞机、大炮的满洲国军，李松波采取了避实就虚，以少胜多的游击战术，率部多次成功突袭，缴获大量军火和物资。同年12月8日，一团与中共磐石中心县委成功接应呼兰集场子吉林第二教导队骑兵支队第八连部分士兵的哗变，后渡辉发江（今辉发河）南下进行外围攻击。南下期间，一团与哗变士兵击败一个满洲国军骑兵连。:57-58:114-115:105-106
1934年3月29日，李松波率部北上重返磐石游击区。他与抗日义勇军和山林队联合作战，恢复了江北联合总指挥部。同年4月5日，他率部在磐东泊子北沟与满洲国军第十四团磐石警察大队交战，击毙包括其连长在内的5人。7月9日，他率部突袭海龙康大营警察署，击毙警察署长和警长。7月17日，他又带领部队在二道岗击毙包括保卫团团总在内的7人。:59:115-116:106
1934年夏，磐石地区洪水泛滥。为了帮助老百姓度过灾荒，7月26日李松波带领一团与少年营联合作战，攻下磐石北部清德隆烧锅满洲国军据点，缴获300余石粮食和30余匹牲口，并将这些粮食分发给当地灾民。通过广泛联合地方抗日武装，李松波的队伍扩编到8个连，活跃在辉发江南北两岸，多次粉碎日军对磐石抗日游击根据的“讨伐”。:59:116:106

## 革命军师参谋长
1934年11月7日，东北人民革命军第一军正式成立。李松波的一团被扩编为东北人民革命军第一军第二师，李松波任师参谋长。1935年4月5日，李松波带领二师与南满第二游击大队在桦甸县袭击日本人经营的夹皮沟金矿缴获现金数万元，枪十余支。4月12日，他率部袭击了桦甸县另一家日本人经营的老金厂金矿，击毙日矿军警2人，击伤日警备队4人，后放火烧毁了矿场设施。4月18日，他带领部队攻克抚松县万良镇，俘虏十余人，并缴获枪支与物资。:106-107:60:116
1935年7月4日，李松波奉命带领70名战士返回磐石，与中共磐石县委新组建的游击队会合。次日，他率部在大安屯一步岭与当地警察队交战，击毙包括队长在内的6人，击伤6人，俘虏4人，缴获全部武器并筹集了军需物资。同年9月，李松波带领200名战士攻打桦甸县松花江畔红石砬子满洲国军据点。李松波率部渡过江后，满洲国军依靠地势对李松波的部队火力发射。李松波接替受伤的机枪手，对准炮台枪眼扫射，成功掩护部下拿下这个据点，取得战斗的胜利。不过，李松波在激战中弹牺牲，时年31岁。:107:60:117